# Johann Gronenberg
Johann Gronenberg, auch: Rhau-Grunenberg, Gruneberg, Grünberg, Viridimontanus, Prasinoreos (* in Grünberg (Gießen); † zwischen 1523 und 1527 in Wittenberg) war ein Buchdrucker während der Zeit der Reformation. So druckte Rhau-Grunenberg 1516 für Martin Luther erstmals die „Eyn deutsch Theologia“ in fragmentarischer Form. Seine 1517 von Luther dargelegten 95 Thesen als Einblattdruck (Folioblatt in zwei Spalten) stammten wahrscheinlich auch aus der Presse von Gronenberg.

## Leben
In Grünberg geboren, war er im Wintersemester 1502/1503 an der Universität Erfurt immatrikuliert,  er hatte zeitweise auch in Erfurt in der Druckerei Wolf Stürmers gearbeitet. Aus der Erfurter Druckerei ist ein Gedichtband des Battista Mantovano mit folgenden Titel belegt:  „Erphordiae: Joh. Ru et Wolphius Sturmer 1507“.
Auf Einladung Johann von Staupitz kam er in das Wittenberger Augustinerkloster. Er war für längere Zeit der erste und einzige Drucker, der sich in Wittenberg nach Nikolaus Marschalk betätigte und maßgeblich Schriften der Universität herausgab. Sein Einkommen sicherte er sich durch Aufträge aus dem Universitätsbetrieb.
Um das Jahr 1508 ließ er sich in Wittenberg nieder, wo er sich im Augustinerkloster eine Druckerei einrichtete. Sein Vorgänger Nikolaus Marschalk († 12. Mai 1525) hinterließ ihm das notwendige Typenmaterial (Hochdruck). Der aus Erfurt stammende Marschalk hatte im Jahre 1502 in Wittenberg eine Druckerei gegründet, er verließ aber die Stadt 1505 wieder.
Wahrscheinlich hat er im Jahre 1512 in Wittenberg ein Haus erworben. Das Domizil lag in der Nähe des Augustinerklosters und wurde von Rhau-Grunenberg bis 1517 bewohnt, es lag in der Nähe von Martin Luthers Wohnstätte. Später zog er in der Nähe des Neuen Kollegs. Dieses neue Haus taucht auch in den Wittenberger Steuerlisten als sein Besitz auf.
Dabei blieb sein Handwerk, der „schwarzen Kunst“ oder ars (nove) ingeniosa, blieben seine Buchproduktionen und Drucke über das nächste Dezennium eher konventionell.
Auf ihn geht das selten vorhandene Druckwerk „Dye zaigung des hochlobwirdigen hailigthums der Stiftskirchen aller hailigen zu Wittenbergk“ zurück, das später als Heiltumsbuch Friedrich des Weisen bekannt geworden ist. So wurden unter seiner Tätigkeit die ersten Schriften von Martin Luther und Streitschriften des Andreas Bodenstein gegen Johannes Eck herausgegeben. Daneben druckte er auch 1522 die Schriften des aus Ulm stammenden Heinrich von Kettenbach.
Für die Hörer seiner ersten Psalmen-Vorlesung ließ Luther 1513 bei Johannes Gronenberg den gesamten lateinischen Psalter als Arbeitstext drucken, der heute in einem einzigen Exemplar als Wolfenbütteler Psalter überliefert ist.
Dennoch überforderte die Vielzahl der Aufträge und die wenig innovativen Veränderungen seitens Gronenbergs die kleine Druckerei zusehends. Luther äußerte sich in einem Brief an Georg Spalatin im August 1521 sehr ärgerlich über die Druckqualität, ein Problem, das sich schon früher bemerkbar gemacht hatte und dazu führte, dass Luther mit Hilfe von Lucas Cranach und Christian Döring den Leipziger Drucker Melchior Lotter überzeugte, eine Filiale unter der Leitung seiner Söhne in Wittenberg einzurichten. Luther hatte aber von Gronenberg eine hohe Meinung und versah ihn auch später mit Druckaufträgen.
Offenbar hat er noch 1523 in Wittenberg gedruckt, denn in Matthäus Aurogallus „Compendium Hebraeae Grammatices“ von 1523 erscheint sein Buchdruckersignet, das eine Seejungfer im See mit grünen Ufern vor hohen Bergen zeigt. Seine Druckerei übernahm allen Anschein nach sein Verwandter Georg Rhau. Er starb vor der Vermählung seiner Tochter Eufemia, die 1527 Simon Funck geheiratet hatte und der im Jahre 1530 seine Druckerei verkaufte.

### Druckereiumfeld zu Wittenberg in der Zeit der Reformation
Im Jahre 1519 gründete Melchior Lotter der Ältere aus Leipzig eine Zweigniederlassung seiner Druckerei bzw. Verlagswesens, deren Leitung er seinen Söhnen Melchior und Michael übertrug. Ein weiterer Druckereibetrieb wurde von einem Gesellen des Johann Gronenberg begründet Hans Lufft; er arbeitete eine gewisse Zeit, um 1515, bei Gronenberg. Ende 1522 ließ sich Georg Rhau in Wittenberg als Drucker nieder, später gründete er eine Buchdruckerei, die er bis zu seinem Tode betrieb. Joseph Klug war ein weiterer zu gezogener Drucker von 1523 bis 1525 leitete er die Buchdruckwerkstatt von Lucas Cranach dem Älteren und seinem Geschäftspartner Christian Döring. Auch Nickel Schirlenz gehörte zu dem Kreis der ortsansässigen Drucker. Er druckte in seinem Betrieb 1529 erstmals die Vulgata-Revision.
Späterhin um das Jahr 1543 gab es in Wittenberg sechs Druckereien.